# Солок (округ)
Солок (индон. Solok) — округ в составе провинции Западная Суматра. Административный центр — город Аросука.

## География
Площадь округа — 3 738 км². На юге граничит с округами Южный Песисир и Южный Солок, на востоке — с округами Дхармасрая и Сиджунджунг, на северо-востоке — с территорией муниципалитета Савахлунто, на севере — с округом Танах-Датар, на северо-западе — с округом Паданг-Париаман, на западе — с территорией муниципалитетов Паданг и Солок.

## Население
Согласно переписи 2010 года, на территории округа проживало 348 566 человек.

## Административное деление
Территория округа Солок административно подразделяется на 14 районов (kecamatan):
| - IX Кото-Сунгай-Ласи - X Кото-Диатас - X Кото-Синкарак - Букит-Сунди - Данау-Кембар - Гунунг-Таланг - Хилиран-Гуманти | - Джунджунг-Сирих - Кубунг - Лембах-Гуманти - Лембанг-Джая - Пантай-Гермин - Паюнг-Секаки - Тиго-Лурах |